# Edward Sharpe and the Magnetic Zeros
Edward Sharpe and the Magnetic Zeros je americká indie folková skupina založená v roce 2007 v Los Angeles. Frontmanem skupiny je její zpěvák Alex Ebert. Ve skupině se postupně vystřídalo 12 členů. Vše začalo hudební spoluprací mezi Ebertem a zpěvačkou Jade Castrinos. Ebertova osobnost a jméno skupiny jsou založeny na příběhu, který Ebert napsal, o mesiáši jménem Edward Sharpe. Image a zvuk kapely, blížící se roots rocku, folku, gospelu a psychedelické hudbě, evokuje
hnutí Květinových dětí z let šedesátých a sedmdesátých. První vystoupení skupiny se konalo 18. července 2007 v klubu The Troubadour nacházejícím se v západním Hollywoodu. Jejich první studiové album, Up from Below, bylo vydáno 7. července 2009 prostřednictvím Community Records a obsahuje asi nejznámější píseň kapely, „Home“. Druhé studiové album nazvané Here vyšlo 29. května 2012. Zatím jejich poslední studiové album, Edward Sharpe and the Magnetic Zeros, spatřilo světlo světa 23. července 2013.

## Historie

### Původ a první studiové album

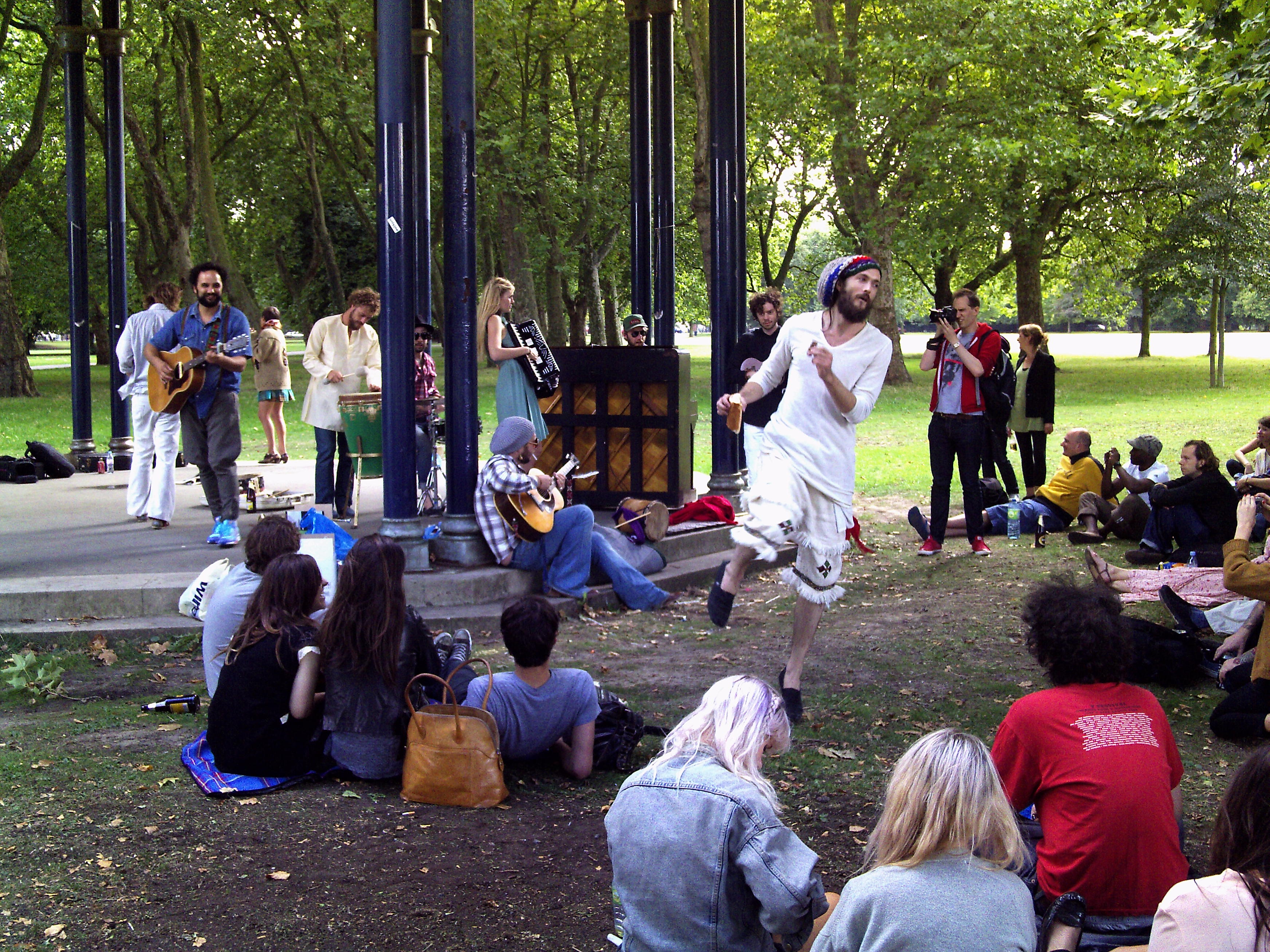
Skupina vystupující v městském parku, 2009

Po letech strávených neustálým flámováním a následnou drogovou závislostí se frontman skupiny Ima Robot, Alex Ebert, rozešel se svou přítelkyní, odstěhoval se ze svého bytu a strávil nějaký čas v protidrogové léčebně. Během toho času začal Ebert psát knihu o Mesiáši, Edwardu Sharpovi, který byl „seslán na zem, aby vyléčil a zachránil lidstvo, ale během svého působení ho neustále rozptylovaly dívky, do kterých se začal postupně zamilovávat.“ Ebert přijal postavu Edwarda Sharpa jako své alter ego. Doslova řekl: „Nechci to brát až moc vážně, protože v mnoha směrech je to jenom jméno, které jsem vymyslel. Ale když o tom začnu hlouběji přemýšlet, hádám, že jsem se cítil jako kdybych ztratil svou identitu. Opravdu jsem nevěděl, co se to děje, ani jsem neměl ponětí, kdo jsem. Přijetí toho jména mi pomohlo otevřít si cestu zpátky.“
Poté, co potkal zpěvačku Jade Castrinos před losangeleskou kavárnou, spolu začali ti dva skládat písně a stali se členy hudebního souboru, The Masses, který byl částečně založen díky penězům nedávno zesnulého herce Heatha Ledgera. Zatímco milostný vztah Eberta a Castrinos nevydržel, jejich rodící se skupina se rozrostla na více než 10 členů, z nichž někteří byli dlouholetí Ebertovi přátelé. Někdy v polovině roku 2009 vyjeli Ebert, Castrinos a skupina muzikantů na koncertní šňůru po Spojených státech, již pod jménem Edward Sharpe & the Magnetic Zeros. První koncert této šňůry se uskutečnil na Marfa Film festivalu ve městě Marfa ve státě Texas. Skupina své debutové album, Up From Below, nahrála v Laurel Canyon s producenty Aaronem Olderem a Nico Agliettim. Vydáno bylo v červenci roku 2009.

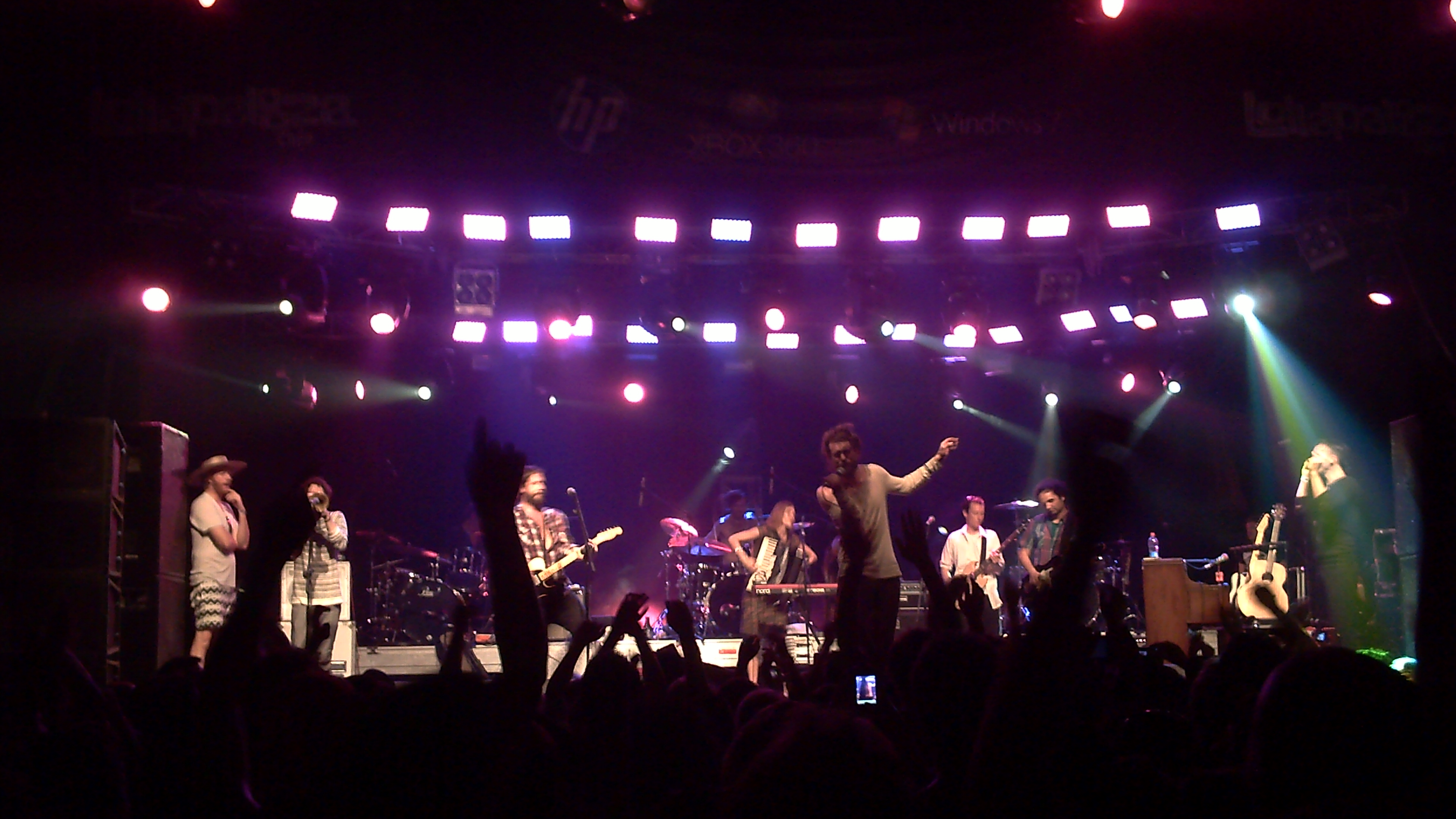
Skupina na festivalu Lollapalooza v Chile, 2011

12. dubna 2009 skupina vydala hudební videoklip nazvaný „Desert Song“, první díl z celkově 12dílného muzikálu nazvaného SALVO!. 2. část, „Kisses Over Babylon“, vyšla 24. listopadu 2009 na stránkách Spinner.com. Část 3, „40 Day Dream“, byla nahrána na server YouTube 19. května 2011.

### Big Easy Expressa druhé studiové album
V dubnu roku 2011 se kapela připojila ke skupinám Mumford & Sons a Old Crow Medicine Show na turné jménem Railroad Revival Tour. Podle magazínu American Songwriter mělo turné 6 zastávek, kdy například v Austinu hráli na střední škole, kde skupina Mumford & Sons učila pochodující školní skupinu svůj hit song „The Cave“. Turné bylo zároveň projektem na Grammy nominovaného režiséra Emmetta Malloye, který natočil dokument Big Easy Express zachycující „čistou radost z hudby“ prostřednictvím americké folkové představivosti. Dokument v roce 2013 získal cenu Grammy v kategorii Nejlepší dlouhé hudební video, kdy porazil například DVD Get Along kanadského dua Tegan and Sara.
Druhé studiové album skupiny, nazvané Here, bylo vydáno 29. května 2012.

## Členové skupiny

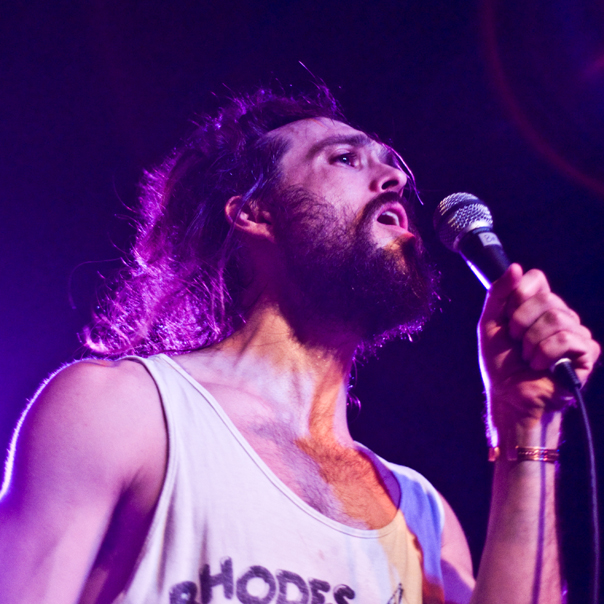
Alex Ebert

- Alex Ebert - zpěv, kytara, perkuse, klavír
- Stewart Cole – trumpeta, perkuse, klávesy, tenor ukulele, doprovodný zpěv
- Josh Collazo – bicí, perkuse, saxofon, doprovodný zpěv
- Orpheo McCord – bicí, perkuse, marimba, doprovodný zpěv
- Nora Kirkpatrick – akordeon, doprovodný zpěv
- Christian Letts – kytara, doprovodný zpěv
- Seth Ford-Young – basová kytara, basa, doprovodný zpěv
- Mark Noseworthy – kytara, doprovodný zpěv
- Christopher „Crash“ Richard – doprovodný zpěv, perkuse

## Diskografie

### Studiová alba
| Název                                                                            | Detaily | Nejvyšší umístění v hitparádě | Nejvyšší umístění v hitparádě |
| Název                                                                            | Detaily | US                            | AUS                           |
| -------------------------------------------------------------------------------- | --- | ----------------------------- | ----------------------------- |
| Up from Below                                                                    | - Datum vydání: 7. července 2009 - Vydavatelství: Vagrant Records, Rough Trade Records - Formát: CD, LP, digitální stažení | 76                            | 86                            |
| Here                                                                             | - Datum vydání: 29. května 2012 - Vydavatelství: Vagrant Records, Rough Trade Records - Formát: CD, LP, digitální stažení  | 5                             | 37                            |
| Edward Sharpe and the Magnetic Zeros                                             | - Datum vydání: 23. července 2013 - Vydavatelství: Vagrant Records, Rough Trade Records                                    | 14                            | —                             |
| „—“ denotes releases that did not chart or have not been released in that region | |                               |                               |

### EP
- Here Comes EP (2009)

### Singly
| 2009                                    | „40 Day Dream/Geez Louise“  | —  | —  | — | —  | —  | —  | —  | —  |  | Up From Below |
| 2010                                    | „Home“                      | 40 | 45 | 7 | 27 | 46 | 52 | 50 | 18 |  | Up From Below |
| 2010                                    | „Memory of a Free Festival“ | —  | —  | — | —  | —  | —  | —  | —  |  | Up From Below |
| 2010                                    | „Chickens in Love“          | —  | —  | — | —  | —  | —  | —  | —  |  | Up From Below |
| 2012                                    | „That's What's Up“          | —  | —  | — | —  | —  | —  | —  | —  |  | Here          |
| 2012                                    | „One Love to Another“       | —  | —  | — | —  | —  | —  | —  | —  |  | Here          |
| 2012                                    | „Man on Fire“               | —  | —  | — | —  | —  | —  | —  | —  |  | Here          |
| „—“ denotes releases that did not chart |                             |    |    |   |    |    |    |    |    |  |               |